# 46號西維珍尼亞州州道
46號西維珍尼亞州州道（英語：West Virginia Route 46）是一條位於美國西維吉尼亞州米納勒爾縣的東西向的州級公路，此公路分成兩段，兩段之間由MD 36與MD 135的2英里的部分連接。